# Potres u Maroku 2023.
Potres u Maroku dogodio se 8. rujna 2023. u 23:11 s magnitudom od 6,8 do 6,9 i maksimalnim  Mercallijevim intenzitetom od VIII (jako). 
Pogodio je marokansku regiju Marakeš-Safi. Epicentar potresa nalazio se 73,4 km  jugozapadno od Marakeša, u blizini grada Ighila u planinama Atlas. Nastao je kao rezultat plitkog kosog navlačenja rasjeda ispod planinskog lanca. Zabilježena su najmanje 2122 smrtna slučaja, a većina se dogodila izvan Marakeša. Šteta je bila velika, a povijesne znamenitosti u Marakešu su uništene. Potres se također osjetio u: Španjolskoj, Portugalu, Gibraltaru, Mauritaniji i Alžiru.
To je najjači instrumentalno zabilježen potres u Maroku i najsmrtonosniji u zemlji od 1960. Također je drugi najsmrtonosniji potres 2023. nakon potresa u Turskoj i Siriji. Svjetska zdravstvena organizacija procjenjuje da je oko 300,000 ljudi iz Marakeša i okolnih područja pogođeno ovim potresom. Nakon potresa mnoge su zemlje ponudile humanitarnu pomoć. Maroko je također obilježio trodnevnu nacionalnu žalost.

## Galerija
- Građevine stradale u potresu.
- Šteta u mjestu Tizi N'Test.
- Šteta od potresa.
- Postradali u potresu.